# Myriam Bonnin
Myriam Bonnin (* im 20. Jahrhundert) ist eine französische Akkordeonistin.

## Leben und Wirken
Bonnin war Schülerin von Robert Michon und vervollkommnete ihre Ausbildung bei André Astier, Marcel Azzola, Joss Baselli und Joé Rossi. Sie trat dann in Frankreich und international als Solistin und im Duo mit dem Pianisten Michel Benhaïem auf.
Weiterhin arbeitete sie mit Ensembles wie der Londoner Sinfonia 21, dem Ensemble intercontemporain, dem Court-Circuit, dem Ensemble Fréon aus Rom, dem Ensemble Edgar Varèse und dem Ensemble Fa zusammen. Solokonzerte spielte sie u. a. mit dem Orchestre philharmonique de Radio-France, dem Orchestre de Paris, und dem Orchestre de l’Opéra de Lyon und unter der Leitung von Dirigenten wie Claudio Abbado, Lorin Maazel, Dennis Russell Davies, David Robertson, Christoph Eschenbach, Kent Nagano, Susanna Mälkki, Pierre-André Valade und Jean Deroyer.
Bonnin spielte Uraufführungen zeitgenössischer Werke für das Akkordeon von Claude Ballif, Luciano Berio, Sofia Gubaidulina, Toru Takemitsu, Hans Zender, Matthias Pintscher, Denis Levaillant, Joyce Bee Tuan Koh und Yan Maresz.
Bonnin ist Professorin an der École nationale de musique de danse et de Théâtre de la Vallée de Chevreuse in Orsay.
| Personendaten    | Personendaten               |
| ---------------- | --------------------------- |
| NAME             | Bonnin, Myriam              |
| KURZBESCHREIBUNG | französische Akkordeonistin |
| GEBURTSDATUM     | 20. Jahrhundert             |